# Червьонка-Лешчини
Червьо̀нка-Лешчѝни (на полски: Czerwionka-Leszczyny; на силезки: Czyrwjůnka-Leszczyny; на немски: Tscherwionka-Leschczin) е град в Южна Полша, Силезко войводство, Рибнишки окръг. Административен център е на градско-селската Червьонка-Лешчинска община. Заема площ от 37,63 км2.

## Население
Според данни от полската Централна статистическа служба, към 1 януари 2014 г. населението на града възлиза на 28 480 души. Гъстотата е 757 души/км2.

## Градове партньори
Към 3 февруари 2015 г. града има договори за партньорство с три селища.
- Йекабпилс, Латвия
- Соколов Подляски, Полша
- Качика, село в Румъния